# Yoyo Mung Ka-Wai
Yoyo Mung Ka-Wai 蒙嘉慧 (Hongkong, 3 augustus 1973) (jiaxiang: Guangdong, Kanton, Panyu) is een Hongkongse actrice die werkt voor de Hongkongse televisiemaatschappij TVB. Ze werd vooral bekend door haar rol als Leung Siu-Yau in de series Forensic Heroes en Forensic Heroes II. Ze is protestants en woont in Hongkong. Ze heeft behalve in TVB-series ook in HKATV-series en RTHK-series gespeeld.

## Filmografie
- Healing Hands II (2000)
- The Green Hope (2000)
- Mission In Trouble (2001)
- Burning Flame II (2002)
- Good against Evil (2002)
- The W Files (2003)
- Armed Reaction IV (2004)
- Split Second (2004)
- The Charm Beneath (2005)
- Forensic Heroes (2006)
- At Home With Love (2006)
- Heart of Greed (2007)
- Fathers and Sons (2007)
- The Ultimate Crime Fighter (2007)
- Last One Standing (2008)
- Forensic Heroes II (2008)
- Cordial Heroes (2008)

- Biblioteca Nacional de España: XX975309
- Bibliothèque nationale de France: cb16638132g (data)
- International Standard Name Identifier: 0000 0000 6080 5733
- MusicBrainz: 1db9eeab-c28f-41f5-b75d-ee263a08386e
- Système universitaire de documentation: 139183272
- Virtual International Authority File: 87982374
- WorldCat: E39PBJvH7D3D6vckhT9pq8gHYP